# Eutriptus xerxes
Eutriptus xerxes är en skalbaggsart som beskrevs av Miłosz A. Mazur 1987. Eutriptus xerxes ingår i släktet Eutriptus och familjen stumpbaggar. Inga underarter finns listade i Catalogue of Life.